# Nomada basalis
Nomada basalis är en biart som beskrevs av Herrich-Schäffer 1839. Nomada basalis ingår i släktet gökbin, och familjen långtungebin. Inga underarter finns listade i Catalogue of Life.

## Bildgalleri

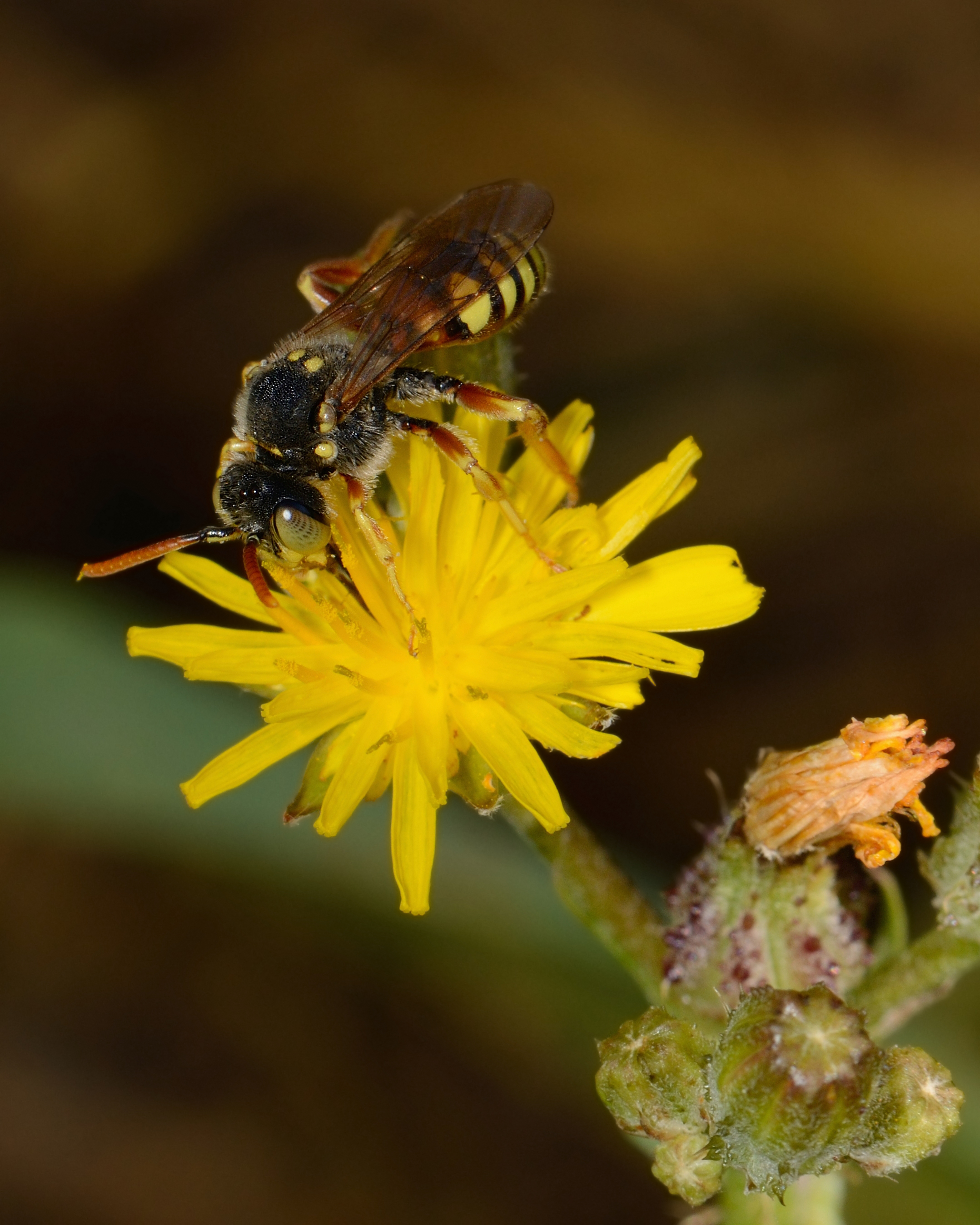